# Bandiera della Pennsylvania
La bandiera della Pennsylvania raffigura lo stemma dello Stato, con due cavalli neri ai lati e un'Aquila testa bianca a sormontarlo su sfondo blu.
Lo scudo raffigura un galeone in  mare aperto, e in basso due spighe di grano e un aratro a rappresentare la speranza nell'avvenire.
Essa venne adottata nel 1799 e fu modificata nel 1906, per conformare il suo colore blu con il blu della bandiera statunitense.